# کولدواتر (ویرجینیای غربی)
کولدواتر (به انگلیسی: Coldwater) یک منطقهٔ مسکونی در ایالات متحده آمریکا است که در Doddridge County واقع شده‌است. کولدواتر ۲۸۱٫۹۴ متر بالاتر از سطح دریا واقع شده‌است.